# فرانک گیل (پرنده‌شناس)
فرانک بنینگتون گیل (۲ اکتبر ۱۹۴۱ در شهر نیویورک) یک پرنده‌شناس آمریکایی با علایق تحقیقاتی در سراسر جهان و با تجربه پرنده‌نگری است. او شاید بیشتر به عنوان نویسنده کتاب درسی پرنده‌شناسی (ویرایش چهارم، ۲۰۱۹)، کتاب درسی پیشرو در این زمینه شناخته شده است.
گیل در تینک، نیوجرسی بزرگ شد. او گزارش داد که در سن هفت سالگی، زمانی که پدربزرگش، فرانک راکینگهام داونینگ، گنجشک آوازخوان را در حمام پرندگان به او نشان داد، به پرندگان علاقه‌مند شد. این نخستین باری بود که او یک پرنده را با دوربین دوچشمی می‌دید، «و من به آن قلاب شده بودم.»
پس از اینکه گیل در سال ۱۹۶۹ دکترای خود را در جانورشناسی از دانشگاه میشیگان گرفت (جایی که مدرک کارشناسی خود را نیز به پایان رسانده بود)، به بخش پرنده‌شناسی در آکادمی علوم طبیعی فیلادلفیا پیوست. از سال ۱۹۶۹ تا ۱۹۹۵، گیل یک کارمند تمام‌وقت آکادمی بود، که در طول دوره تصدی خود در سمت‌های مختلفی از جمله ریاست دپارتمان پرنده‌شناسی و معاون رئیس در سیستماتیک و زیست‌شناسی تکاملی فعالیت داشت. گیل در طول مدت حضورش در آکادمی در بازیابی موقعیت آکادمی به عنوان یکی از مراکز برجسته تحقیقات پرنده‌شناسی آمریکا نقش اساسی داشت. این امر از طریق کار گیل به عنوان مدیر مؤسس برنامه VIREO (منابع بصری برای پرنده‌شناسی) و کار او به عنوان ویراستار مجموعه دایره‌المعارفی پرندگان آمریکای شمالی، تاریخچه زندگی برای قرن ۲۱ آشکار شد. در سال ۱۹۸۸ مدال آیزنمن انجمن لینه نیویورک به او اعطا شد. از سال ۱۹۹۶، گیل به عنوان یک پژوهشگر به این آکادمی وابسته است.
اخیراً، گیل از سال ۱۹۹۸ تا ۲۰۰۰ رئیس اتحادیه پرنده‌شناسان آمریکا بود. علاوه بر کتاب درسی تحسین‌شده گیل، آثار منتشرشدهٔ گیل شامل بیش از ۱۵۰ مقاله علمی و عمومی است. برنامه‌های تحقیقاتی او در سراسر جهان شامل مطالعات میدانی پرندگان جزیره، دورگه‌زایی توسط سسک‌های بال‌آبی و بال‌زرین، راهبردهای تغذیه‌کنندگان از گل‌ها از شهدخواران آفریقا و مرغ‌های مگس‌خوار آمریکای میانه، و تبارزایی از طریق دی‌ان‌ای چرخ‌ریسوهای جهان بود. گیل برای کمک‌هایش در پرنده‌شناسی، جایزه ویلیام بروستر را دریافت کرد، که بالاترین افتخاری است که توسط AOU اعطا می‌شود. علاوه بر این، گیل یکی از اعضای برگزیده کنگره بین‌المللی پرنده‌شناسی و همچنین نویسنده مشترک کتاب پرندگان جهان: نام‌های انگلیسی سفارش‌شده (۲۰۰۶) با مینتورن رایت است. از سال ۱۹۹۴، او تلاش‌های بین‌المللی را برای استفاده از مجموعه‌ای ثابت از نام‌های منحصر به فرد انگلیسی و طبقه‌بندی گونه‌های معتبر پرندگان جهان رهبری کرده است.
مشارکت‌های گیل شامل رهبری برنامه نوآورانه همراه با تعهد شخصی برای درگیر کردن مردم در پرنده‌شناسی از طریق علم شهروندی است. او پیشگام «پرنده‌نگری سایبری» - استفاده از اینترنت برای ابتکارات علمی شهروندی در سراسر کشور - از جمله تبدیل شمارش پرندگان کریسمس کلاسیک به فناوری نوین بود. فرانک و همکارانش در آزمایشگاه پرنده‌شناسی کرنل نیز برای برنامه نرم‌افزار اینترنتی خود برای ترجمه داده‌های مرجع جغرافیایی آنلاین به یک پایگاه داده تعاملی، حق ثبت اختراع شماره ۶۷۷۲۱۴۲ ایالات متحده را دریافت کردند. با چنین ابزارهایی، او و همکارانش تعداد پرندگان حیاط خلوت بزرگ و سپس ابتکار عمل ای‌برد در آدبان و آزمایشگاه پرنده‌شناسی کرنل را ایجاد کردند.
در سال ۱۹۹۶، گیل معاون ارشد و مدیر علمی انجمن ملی آدبان شد، سمتی که در سال ۲۰۰۴ از آن بازنشسته شد. در آدبان، او از طرح ملی مناطق مهم پرندگان با مشارکت انجمن جهانی پرندگان پشتیبانی کرد. در سال ۲۰۰۷، او به عضویت هیئت مدیره انجمن ملی آدبان برگزیده شد و به عنوان رئیس موقت و مدیرعامل (۲۰۱۰) خدمت کرد. از او در تعدادی از گزارش‌های خبری دربارهٔ پرندگان نقل شده است.